# 约翰·诺克斯·劳顿
约翰·诺克斯·劳顿（1830年4月23日—1915年9月14日）是一位英国軍事史学家，专攻海战史，倫敦國王學院教師，曾在《牛津國家人物傳記大辭典》中主笔了900多位海军人物，主要作品有《角逐深蓝：霍雷肖·纳尔逊、皇家海军与大英帝国的海洋霸权》（Nelson and His Companions in Arms）等。